# Voievodeasa
Voievodeasa – wieś w Rumunii, w okręgu Suczawa, w gminie Suczawica. W 2011 roku liczyła 1291 mieszkańców. 
Miejscowość jest siedzibą rzymskokatolickiej parafii p.w. św. Piotra i Pawła. 